# Естадан
Естадан (фр. Estadens) насеље је и општина у јужној Француској у региону Миди Пирене, у департману Горња Гарона која припада префектури Сен Годан.
По подацима из 2011. године у општини је живело 513 становника, а густина насељености је износила 29,36 становника/km². Општина се простире на површини од 17,47 km². Налази се на средњој надморској висини од 470 метара (максималној 805 m, а минималној 396 m).

## Демографија
| 1962. | 1968. | 1975. | 1982. | 1990. | 1999. | 2011. |
| ----- | ----- | ----- | ----- | ----- | ----- | ----- |
| 374   | 426   | 390   | 303   | 425   | 425   | 513   |

График промене броја становника у току последњих година